# Tanjung Benuang (Sungai Tenang)
Tanjung Benuang is een bestuurslaag in het regentschap Merangin van de provincie Jambi, Indonesië. Tanjung Benuang telt 674 inwoners (volkstelling 2010).